# Zosteraeschna ellioti
Zosteraeschna ellioti – gatunek ważki z rodziny żagnicowatych (Aeshnidae). Występuje w Afryce Subsaharyjskiej; stwierdzony we wschodniej Demokratycznej Republice Konga, Tanzanii, Kenii, Ugandzie, Rwandzie i Etiopii, prawdopodobnie występuje też w Burundi. Za jego podgatunek uznawany był takson Zosteraeschna usambarica, podniesiony do rangi gatunku.